# Cordillera Mendocino (AVA)
El Mendocino Ridge AVA es un Área Vitivinícola Americana localizada cerca de las costas del condado de Mendocino, California. Los límites del AVA incluye una cordillera de costas montañosas adyacente al océano Pacífico. Aunque el área incluida el AVA es de alrededor de 250,000 acres, el único suelo para el cultivo de uvas se encuentra a 1200 pies de altitud, sobre la niebla de la costa. La mayor parte de la tierra que no es apta para el cultivo de uvas, y que tiene menos de 75 acres está bajo el vid. Casi todas las plantaciones en esta área son de Zinfandel, y las uvas fueron plantadas en el valle desde finales de 1800. Gran parte de la tierra que no está en cultivo está cubierta por árboles Redwood y Douglas Fir.